# Kim Szongdzsip
Kim Szongdzsip (hangul: 김성집, handzsa: 金晟集, RR: Gim Seong-jip; Szöul, 1919. január 13. – Szöul, 2016. február 20.) olimpiai bronzérmes dél-koreai súlyemelő. Az 1948. évi nyári olimpiai játékokon és az 1952. évi nyári olimpiai játékokon is bronzérmet szerzett. Dél-Korea legelső olimpiai éremszerzője volt.

## Olimpiai szereplése
| 1952. évi nyári olimpiai játékok | 1952. évi nyári olimpiai játékok | 1952. évi nyári olimpiai játékok | 1952. évi nyári olimpiai játékok | 1952. évi nyári olimpiai játékok | 1952. évi nyári olimpiai játékok | 1952. évi nyári olimpiai játékok | 1952. évi nyári olimpiai játékok | 1952. évi nyári olimpiai játékok | 1952. évi nyári olimpiai játékok |
| Versenyző                        | Versenyszám                      | Nyomás                           | Nyomás                           | Szakítás                         | Szakítás                         | Lökés                            | Lökés                            | Összesen                         | Helyezés                         |
| Versenyző                        | Versenyszám                      | Eredmény                         | Helyezés                         | Eredmény                         | Helyezés                         | Eredmény                         | Helyezés                         | Összesen                         | Helyezés                         |
| -------------------------------- | -------------------------------- | -------------------------------- | -------------------------------- | -------------------------------- | -------------------------------- | -------------------------------- | -------------------------------- | -------------------------------- | -------------------------------- |
| Kim Szongdzsip (Kim Seong-jip)   | 75 kg                            | 122,5                            | 1.*                              | 112,5                            | 4.**                             | 147,5                            | 5.                               | 382,5                            |                                  |

* - egy másik versenyzővel azonos eredményt ért el

** - két másik versenyzővel azonos eredményt ért el